# Mayan World Airlines
Mayan World Airlines es una aerolínea desaparecida que anteriormente tenía su base en el Aeropuerto Internacional Mundo Maya en Flores, Guatemala. La aerolínea solamente mantuvo operaciones entre 1996 y 1999 debido a problemas financieros.

## Flota

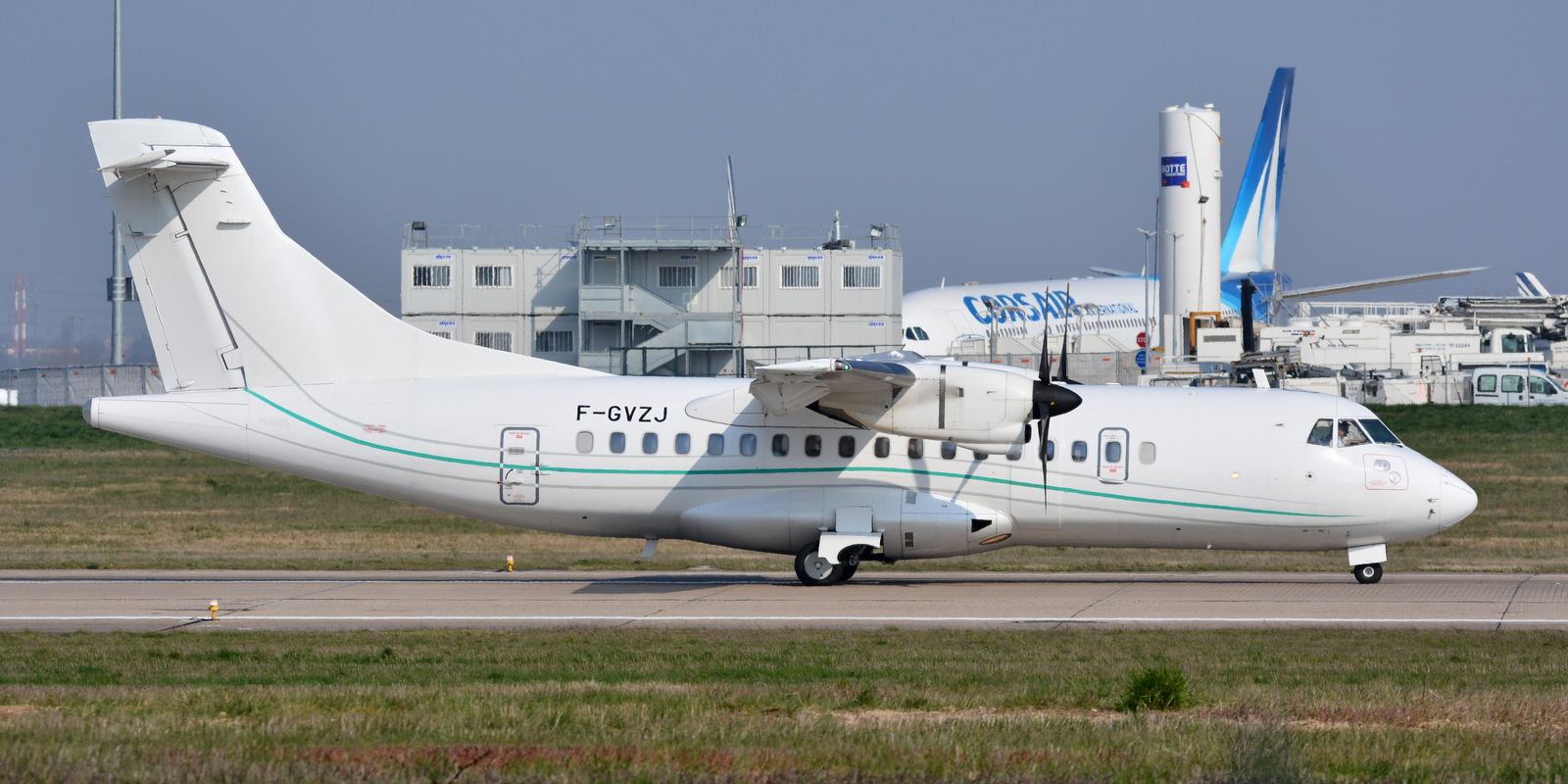
ATR 42-300 con matrícula F-GVZJ de Chalair Aviation, anteriormente TG-MWA de Mayan World Airlines

La flota de Mayan World Airlines incluía:
- 2 ATR 42-300 (TG-MWA; TG-MWG)

## Destinos
- Ciudad de Guatemala: Aeropuerto Internacional La Aurora
- Santa Elena de la Cruz/Flores: Aeropuerto Internacional Mundo Maya
- Cancún: Aeropuerto Internacional de Cancún